# Vienne-en-Val
Vienne-en-Val ist eine französische Gemeinde mit 1.965 Einwohnern (Stand: 1. Januar 2022) im Département Loiret in der Region Centre-Val de Loire. Sie gehört zum Arrondissement Orléans und zum Kanton Saint-Jean-le-Blanc.

## Geographie
Die Gemeinde Vienne-en-Val liegt am Nordrand der Seenlandschaft Sologne, etwa 20 Kilometer südöstlich von Orléans am Fluss Dhuy. Umgeben wird Vienne-en-Val von den Nachbargemeinden Férolles im Norden, Ouvrouer-les-Champs im Nordosten, Tigy im Osten, Vannes-sur-Cosson im Südosten, Sennely im Süden, Ménestreau-en-Villette im Südwesten, Marcilly-en-Villette im Westen sowie Sandillon im Nordwesten.

## Bevölkerungsentwicklung
| Jahr                       | 1962 | 1968 | 1975 | 1982 | 1990 | 1999 | 2006 | 2015 | 2022 |
| Einwohner                  | 558  | 565  | 601  | 1463 | 1481 | 1549 | 1692 | 1944 | 1965 |
| Quellen: Cassini und INSEE |      |      |      |      |      |      |      |      |      |

## Sehenswürdigkeiten
- Kirche Saint-Martin, erbaut von 1900 bis 1903
- Reste des Schlosses im Ortsteil La Motte
- Schlösser La Violière und les Prateaux aus dem 19. Jahrhundert
- Brunnen Sainte-Anne
- Archäologische Grabungsstätte mit gallorömischen Lapidarium
- Wasserturm

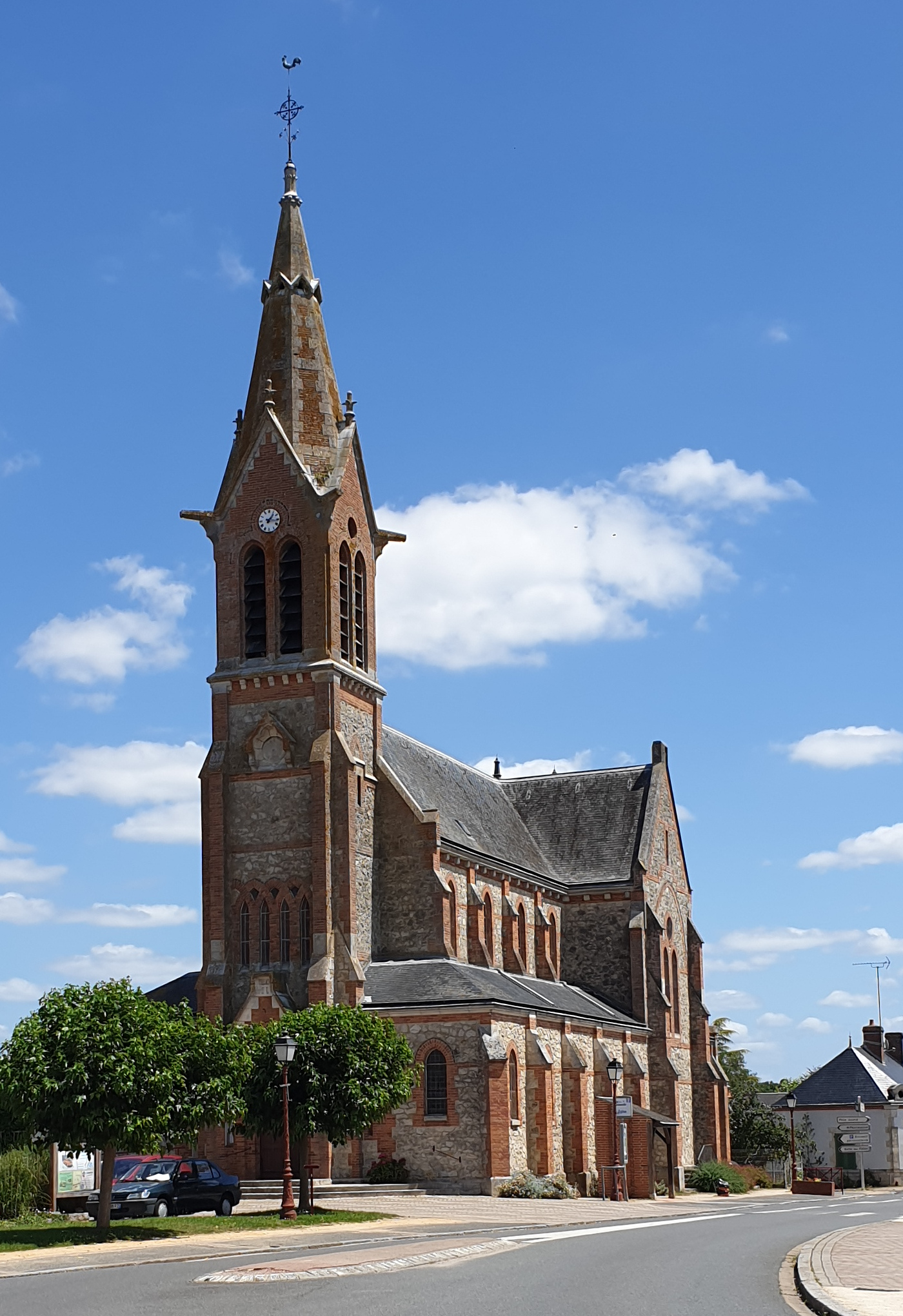
Kirche Saint-Martin
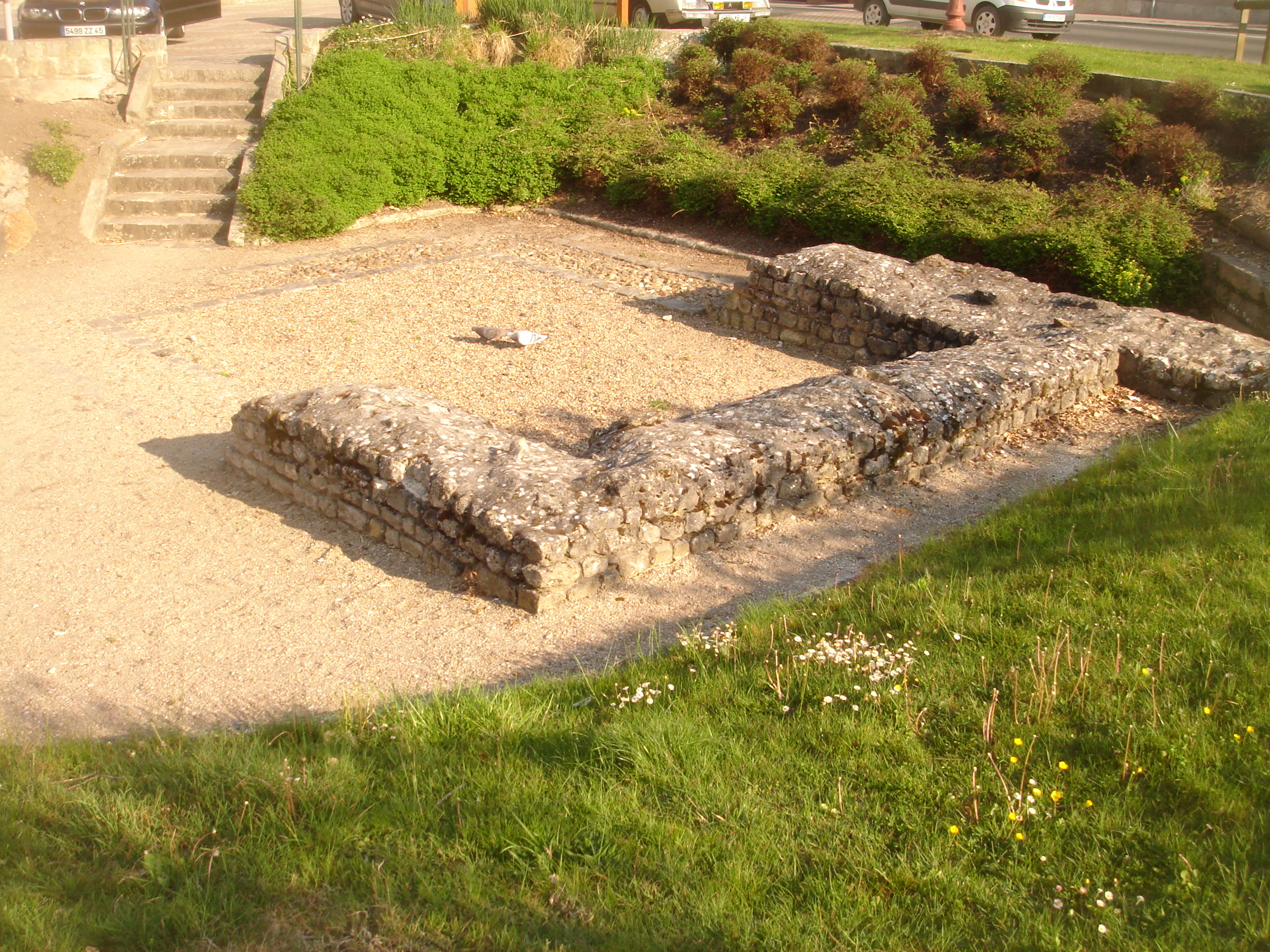
Archäologische Grabungsstätte

## Persönlichkeiten
- Louis Didier Jousselin (1776–1858), Ingenieur
- Jean Grave (1854–1939), Anarchist